# Sanctuaire Notre-Dame-de-Chine de Meishan
Le sanctuaire Notre-Dame-de-Chine de Meishan est une église située dans le bourg principal du canton rural de Meishan (en) à Taïwan, à laquelle l’Église catholique donne le statut de sanctuaire diocésain,. Elle est rattachée au diocèse de Chiayi (en), et dédiée à Notre Dame de Chine.

## Historique
Les Dominicains évangélisent le secteur vers 1913. En 1931, une salle est louée pour l’accueil des fidèles, mais sans lieu pour tenir une messe. En 1957, le cardinal Tien Ken-sin finance la construction d’une église.
En 1972, l’évêque Matthew Kia Yen-wen (en) du diocèse de Chiayi (en) désigne la future église comme un sanctuaire diocésain. La première pierre est posée le 7 mars 1989, et l’église est inaugurée le 26 mai 1991.
Depuis 1995, le diocèse de Chiayi (en) organise annuellement une procession nocturne lors du Nouvel An entre l’église du Sacré-Cœur-de-Jésus de Gukeng (en) dans le comté de Yunlin et Notre-Dame-de-Chine.